# Cinnamomum velveti
Cinnamomum velveti är en lagerväxtart som beskrevs av F. G. Lorea-hernandez. Cinnamomum velveti ingår i släktet Cinnamomum och familjen lagerväxter. Inga underarter finns listade i Catalogue of Life.